# Diribe Hunde
Diribe Hunde (auch Derebe Hundie geschrieben; * 1984) ist eine äthiopische Marathonläuferin.
2001 gewann sie den Addis Ababa City Municipal Marathon. 2002 wurde sie Elfte beim Paris-Marathon, 2003 wurde sie Dritte bei der Maratona di Sant’Antonio sowie beim Reims-Marathon in ihrer persönlichen Bestzeit von 2:37:40 h und 2004 Vierte beim Athen-Marathon. Im darauffolgenden Jahr siegte sie beim Dubai-Marathon in 2:39:08.
Ein Jahr später unterlief ihr in Dubai ein Missgeschick. Sie und ihre beiden Kolleginnen, die bei km 31 Platz 3 bis 5 belegten, kamen vom Kurs ab, liefen einen Umweg von mehreren Kilometern und wurden währenddessen von einer Konkurrentin überholt. Nach 3:12:40 h kam Hunde schließlich als Sechste im Ziel an.
Diribe Hunde stammt aus der Provinz Oromiyaa und lebt derzeit in der Bronx. Ihre Schwägerin Abeba Tolla ist ebenfalls Marathonläuferin.